# 类法尼醇x受体
类法尼醇x受体（Farnesoid X receptor）是核受体超家族的一员，它主要表达在肠道系统之中，参与胆汁酸代谢与胆固醇代谢等重要环节。在自然环境中其配体包括初级胆汁酸鹅脱氧胆酸、次级胆酸石胆酸、脱氧胆酸等。而人工合成物6-ECDCA、GW406等的结合性超过了天然配体。